# 2014-es cannes-i fesztivál
A 67. cannes-i fesztivált 2014. május 14. és 25. között rendezték meg, Jane Campion új-zélandi filmrendező elnökletével. A nyitó- és záróünnepségek ceremóniamestere Lambert Wilson francia színész volt.
A hivatalos válogatás versenyfilmjeinek listáját április 17-én, a Kritikusok Hete válogatását április 21-én, míg a Rendezők Kéthete szekciókba meghívott alkotásokét egy nappal később hozták nyilvánosságra.
A fesztivál ugyan május 25-ig tartott, az ugyanarra a napra kiírt európai parlamenti választások miatt a fesztivál vezetősége úgy döntött, hogy a díjkiosztó gálát egy nappal előbbre hozzák; így arra május 24-én, szombaton került sor. Az Un certain regard és a Cinéfondation szekciók eredményhirdetése is korábban, 22-én, illetve 23-án volt.

## A 2014-es fesztivál
A fesztivál nyitófilmje a francia Olivier Dahan Grace Kelly életéről forgatott Grace – Monaco csillaga című, francia-amerikai-belga-olasz koprodukciós drámája volt, amelyben a címszereplő Nicole Kidman olyan partnerekkel az oldalán játszik, mint Tim Roth, Milo Ventimiglia, Parker Posey, Sir Derek Jacobi és Frank Langella. A rendezvény záróeseményén az első kiemelkedő olasz western, az Egy maréknyi dollárért felújított kópiáját vetítették le. Az előadás előtt Quentin Tarantino mutatta be a filmet és emlékezett meg az alkotás rendezője, Sergio Leone munkásságáról.
A rendezvény díszvendége az 1961-ben a legjobb női alakítás díját elnyerő, és az 1966-os fesztivál zsűrielnöki tisztét betöltő Sophia Loren lesz, aki részt vesz a Jean Cocteau 1930-ban írt La voix humaine című ikonikus színdarabjának ötlete alapján, saját főszereplésével 2014-ben forgatott olasz rövidfilm, La voce umana bemutatóján, valamint Vittorio De Sica Házasság olasz módra című komédiájának felújított, DCP 4K sztenderddel digitalizált kópiájának a Cannes-i Klasszikusok szekcióban történő vetítésén. A filmezéshez egy kisfilm erejéig visszatért művésznő elvállalta a Színészlecke elnevezésű mesterkurzus megtartását is.
A fesztivál életében egyre jelentősebb helyet elfoglaló Cannes-i Klasszikusok szekcióban 22 kis- és nagyjátékfilmet, valamint két dokumentumfilmet mutattak be, köztük olyan alkotásokat, mint az olasz western első nemzetközi sikert elért filmje (Egy maréknyi dollárért), a 30 éves Párizs, Texas, a színeit visszanyert grúz Szajat Nova. A fesztivállátogatók újra élvezhették a lengyel Krzysztof Kieślowski, Alfred Hitchcock, François Truffaut és Jean Renoir remekműveit éppúgy, mint Raymond Bernard kevésbé ismert első világháborús filmdrámáját (Les croix de bois). Ugyancsak e szekció keretében emlékeztek meg a 100 éve született Henri Langlois-ról, a Francia Filmtár (Cinémathèque Française) alapítójáról és vezetőjéről.
Az Arany Pálmát ez évben Nuri Bilge Ceylan török filmrendező vehette át Quentin Tarantinótól és Uma Thurmantól Téli álom című filmdrámájáért. A fesztivál nagydíját Alice Rohrwacher Csodák című alkotása kapta, míg a zsűri díját megosztva ítélték oda a francia-svájci Jean-Luc Godard Búcsú a nyelvtől, valamint a kanadai Xavier Dolan Mommy című alkotásainak. A legjobb rendezés díját az amerikai Bennett Miller vehette át Heli című filmdrámájáért. A legjobb forgatókönyv díját Leviatán című alkotásáért az orosz Oleg Negin és Andrej Zvjagincev kapta. A legjobb színésznő az amerikai Julianne Moore (Térkép a csillagokhoz), a legjobb színész pedig az angol Timothy Spall (Mr. Turner) lett. Az Arany Kamerát a Rendezők Kéthete szekcióban bemutatkozott szingapúri Anthony Chen vehette át, Ilo Ilo című filmjéért.
 A hivatalos válogatásban ez évben három film is képviselte a magyar filmművészetet: Mundruczó Kornél Fehér isten című filmdrámáját az Un certain regard szekcióba hívták meg, ahol sikerrel szerepelt: elnyerte a fődíjat. A film „legjobb teljesítményt nyújtó főszereplője”, Hágen kutya megkapta a 2001-ben alapított Kutya Pálma alternatív díjjal járó különleges nyakörvet, ami a legnagyobb filmes elismerés a négylábúak számára. A rövidfilmek versenyében Szőcs Petra A kivégzés című román-magyar koprodukcióban készült 14 perces alkotása vett részt, a Cinéfondation szekcióban pedig a Színház- és Filmművészeti Egyetem hallgatója, Kárpáti György Mór Provincia című 21 perces kisfilmje versenyzett.
Említésre méltó magyar vonatkozású cannes-i esemény volt még, hogy életműve elismeréseként, a fesztivál hivatalos partnere, a világhírű ciné stílusú zoomokat gyártó Thales Angénieux vállalatcsoport a fesztivál idején adta át a 2013-ban általa alapított “Pierre Angénieux ExcelLens in Cinematography” díjat Zsigmond Vilmos operatőrnek.
Sofia Loren mesterkurzusa mellett Jacques Audiard tartott rendezői leckét.
A fesztivál plakátján Fellini 8 és ½ című, az 1963-as cannes-i filmfesztiválon versenyen kívül bemutatott filmjének főszereplője, a fekete napszemüvege felett kitekintő Marcello Mastroianni látható.
A 67. cannes-i seregszemle után visszavonuló, 84 éves Gilles Jacob helyére 2014. január 14-én a fesztivál adminisztratív tanácsa egyhangú szavazással Pierre Lescure újságírót és médiaszakembert választotta meg a Cannes-i Fesztivál elnökének. Ezzel egyidejűleg Gilles Jacobot a fesztivál tiszteletbeli elnökévé választották.

## Zsűri

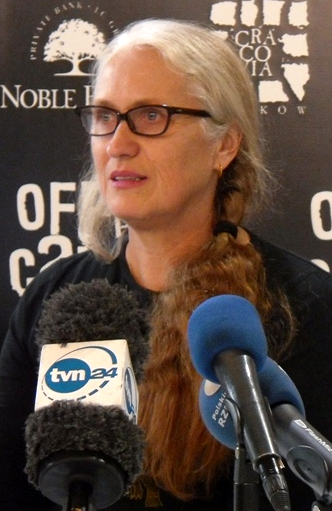
Jane Campion, a 2014. évi fesztivál zsűrielnöke

### Versenyprogram
- Jane Campion filmrendező –  Új-Zéland – a zsűri elnöke
- Gael García Bernal színész, filmrendező, producer –  Mexikó
- Carole Bouquet színésznő –  Franciaország
- Sofia Coppola filmrendező, forgatókönyvíró, producer –  Amerikai Egyesült Államok
- Csia Csang-ko (Jia Zhangke) filmrendező, forgatókönyvíró, producer –  Kína
- Cson Dojon (Jeon Do-yeon) színésznő –  Dél-Korea
- Willem Dafoe színész –  Amerikai Egyesült Államok
- Leila Hatami színésznő –  Irán
- Nicolas Winding Refn filmrendező, forgatókönyvíró, producer –  Dánia

### Cinéfondation és rövidfilmek
- Abbas Kiarostami filmrendező –  Irán – a zsűri elnöke
- Noémie Lvovsky színész, forgatókönyvíró, filmrendező –  Franciaország
- Daniela Thomas színházi látványtervező, filmrendező –  Brazília
- Mahamat-Saleh Haroun filmrendező –  Csád
- Joachim Trier forgatókönyvíró, filmrendező –  Norvégia

### Un Certain Regard
- Pablo Trapero filmproducer-rendező –  Argentína – a zsűri elnöke
- Peter Becker, a Criterion Collection elnöke –  Amerikai Egyesült Államok
- Maria Bonnevie színésznő –  Norvégia /  Svédország
- Géraldine Pailhas színésznő –  Franciaország
- Moussa Touré filmrendező, forgatókönyvíró, producer –  Szenegál

### Arany Kamera
- Nicole Garcia színésznő –  Franciaország – a zsűri elnöke
- Richard Anconina színész –  Franciaország
- Gilles Gaillard technikus, a FICAM képviselője [8] –  Franciaország
- Sophie Grassin újságíró, filmkritikus –  Franciaország
- Héléna Klotz filmrendező –  Franciaország
- Lisa Nesselson újságíró –  Franciaország
- Philippe Van Leeuw filmrendező, operatőr –  Franciaország

## Hivatalos válogatás

### Nagyjátékfilmek versenye
- Adieu au langage (Búcsú a nyelvtől) [9] – rendező: Jean-Luc Godard
- Clouds of Sils Maria (Sils Maria felhői) – rendező: Olivier Assayas
- Deux jours, une nuit (Két nap, egy éjszaka) – rendező: Jean-Pierre és Luc Dardenne
- Foxcatcher – rendező: Bennett Miller
- Futacume no mado (Víztükör) – rendező: Kavasze Naomi
- Jimmy's Hall (Tiltott táncok) – rendező: Ken Loach
- Kis uykusu (Téli álom) – rendező: Nuri Bilge Ceylan
- Le meraviglie (Csodák) – rendező: Alice Rohrwacher
- Leviafan (Leviatán) – rendező: Andrej Zvjagincev
- Maps to the Stars (Térkép a csillagokhoz) – rendező: David Cronenberg
- Mommy – rendező: Xavier Dolan
- Mr. Turner – rendező: Mike Leigh
- Relatos salvajes (Eszeveszett mesék) – rendező: Damián Szifron
- Saint Laurent – rendező: Bertrand Bonello
- The Captive (A fogoly) – rendező: Atom Egoyan
- The Homesman – rendező: Tommy Lee Jones
- The Search – rendező: Michel Hazanavicius
- Timbuktu – rendező: Abderrahmane Sissako

### Nagyjátékfilmek versenyen kívül
- Grace of Monaco (Grace – Monaco csillaga) [9] – rendező: Olivier Dahan
- Kuj laj (Gui lai),[10] rendező: Csang Ji-mou (Zhang Yimou)
- L'homme qu’on aimait trop – rendező: André Téchiné
- How to Train Your Dragon 2 (Így neveld a sárkányodat 2.) – rendező: Dean DeBlois

#### Cannes-i klasszikusok

##### Restaurált kópiák
- Golubije gori, ili nyepravdopodobnaja isztorija (Kék hegyek, avagy egy hihetetlen történet) – rendező: Eldar Sengelaja
- Jamaica Inn (Jamaica fogadó) – rendező: Alfred Hitchcock
- La chienne (A szuka) – rendező: Jean Renoir
- La paura (Nem hiszek már a szerelemben) [11] – rendező: Roberto Rossellini
- La vie de château (Élet a kastélyban) – rendező: Jean-Paul Rappeneau
- La voce umana – rendező: Edoardo Ponti
- Le dernier métro (Az utolsó metró) – rendező: rendezte: François Truffaut
- Le jour se lève (Mire megvirrad) – rendező: Marcel Carné
- Léolo – rendező: Jean-Claude Lauzon
- Les croix de bois – rendező: Raymond Bernard
- Les violons du bal (A bál hegedűi) – rendező: Michel Drach
- Lost Horizon (A Kék Hold völgye) – rendező: Frank Capra
- Lung men kezhan (龍門客棧, Long men kezhan) – rendező: King Hu
- Matrimonio all'italiana (Házasság olasz módra) – rendező: Vittorio De Sica
- Overlord – rendező: Stuart Cooper
- Paris, Texas (Párizs, Texas) – rendező: Wim Wenders
- Per un pugno di dollari (Egy maréknyi dollárért) – rendező: Sergio Leone
- Przypadek (Véletlen) – rendező: Krzysztof Kieślowski
- Regards sur une révolution : Comment Yukong déplaça les montagnes – rendező: Joris Ivens és Marceline Loridan Ivens
- Szajat Nova (A gránátalma színe) – rendező: Szergej Joszifovics Paradzsanov
- Szeisun zankoku monogatari (Kegyetlen történet az ifjúságról) – rendező: Ósima Nagisza
- Tôkyô orinpikku – rendező: Icsikava Kon

##### Strandmozi
- Il Buono, il brutto, il cattivo (A Jó, a Rossz és a Csúf) – rendező: Sergio Leone
- La folie des grandeurs (Felszarvazták Őfelségét) – rendező: Gérard Oury
- Otto e mezzo (8 és ½) – rendező: Federico Fellini
- Per qualche dollaro in piu (Pár dollárral többért) – rendező: Sergio Leone
- Polyester (Poliészter) – rendező: John Waters
- Pulp Fiction (Ponyvaregény) – rendező: Quentin Tarantino
- Purple Rain (Bíboreső) – rendező: Albert Magnoli
- Seconds (Második lehetőség) – rendező: John Frankenheimer
- The Warriors (A harcosok) – rendező: Walter Hill
- United Passions (A közös szenvedély) – rendező: Frédéric Auburtin

##### A filmművészettel kapcsolatos rövid- és dokumentumfilmek
- Life Itself – rendező: Steve James
- The Go-Go Boys: The Inside Story of Cannon Films – rendező: Hilla Medalia

#### Éjféli előadások
- Pyojeok,[12] rendező: Jun Hongszong (Yoon Hong-sezng)
- The Rover (Országúti bosszú) – rendező: David Michôd
- The Salvation (A Megváltás) – rendező: Kristian Levring

#### Különleges előadások
- Caricaturistes – Fantassins de la democratie – rendező: Stephanie Valloatto
- Eau argentée – rendező: Mohammed Ossama
- El Ardor – rendező: Pablo Fendrik
- Géronimo – rendező: Tony Gatlif
- Les gens du Monde [13] – rendező: Yves Jeuland
- Maidan – rendező: Szergej Loznica
- Of Men and War – rendező: Laurent Bécue-Renard
- Ponts de Sarajevo – rendező: Aida Begić, Leonardo di Costanzo, Jean-Luc Godard, Kamen Kalev, Isild Le Besco, Szergej Loznica, Ursula Meier, Cristi Puiu, Angela Schanelec és Teresa Villaverde
- Red Army – rendező: Gabe Polsky
- The Owners – rendező: Adilkan Jerzsanov

### Un Certain Regard
- Amour fou (Őrült szerelem) – rendező: Jessica Hausner
- Bird People – rendező: Pascale Ferran
- Charlie's Country – rendező: Rolf de Heer
- Doheeya – rendező: July Jung
- Fantasia – rendező: Vang Csao (Wang Chao)
- Fehér isten – rendező: Mundruczó Kornél
- Harcheck mi headro – rendező: Keren Yedaya
- Hermosa juventud – rendező: Jaime Rosales
- Incompresa – rendező: Asia Argento
- Jauja – rendező: Lisandro Alonso
- La chambre bleue – rendező: Mathieu Amalric
- Lost River – rendező: Ryan Gosling
- Party Girl – rendező: Marie Amachoukeli-Barsacq, Claire Burger és Samuel Theis
- Run – rendező: Philippe Lacôte
- Snow in Paradise (Hó az édenkertben) – rendező: Andrew Hulme
- The Disappearance of Eleanor Rigby: Them [14]  – rendező: Ned Benson
- The Salt of the Earth (A Föld sója) – rendező: Juliano Ribeiro Salgado és Wim Wenders
- Titli – rendező: Kanu Behl
- Turist (Lavina) – rendező: Ruben Östlund
- Xenia (Görög vendégszeretet) – rendező: Panos Koutras

### Rövidfilmek versenye
- A kivégzés – rendező: Szőcs Petra
- Aïssa – rendező: Clément Tréhin-Lalanne
- A Passo D'uomo – rendező: Giovanni Aloi
- Happo-en – rendező: Masziko Szato, Takajosi Szeki, Maszajuki Tojota, Kentaro Hirasze
- Ja vi elsker (Jaj, de szeretjük) – rendező: Hallvar Witzø
- Leidi – rendező: Simon Mesa Soto
- Les corps étrangers – rendező: Laura Wandel
- Sonuncu – rendező: Szergej Pikalov
- The Administration of Glory – rendező: Huang Zsan (Huang Ran)
- Ukhilavi sivriseebi [15] – rendező: Dea Kulumbegashvili [16]

### Cinéfondation
- Home Sweet Home – rendező: Pierre Clenet, Alejandro Diaz, Romain Mazevet, Stéphan Pakkolat (Supinfocom Arles,  Franciaország)
- Last Trip Home – rendező: Han Fengjü (Han Fengyu) (Ngee Ann Polytechnic,  Szingapúr)
- Les oiseaux-tonnerre – rendező: Léa Mysius (La Fémis,  Franciaország)
- Leto bez meseca – rendező: Stefan Ivančić (Fakultet Dramskih Umetnosti,  Szerbia)
- Lievito Madre – rendező: Fulvio Risuleo (Centro Sperimentale di Cinematografia,  Olaszország)
- Niagara – rendező: Hajakava Csie (ENBU Seminar,  Japán)
- Oh Lucy! – rendező: Hirajanagi Acuko (New York University Tisch School of the Arts Asia,  Szingapúr)
- Our Blood – rendező: Max Chan (Hampshire College,  Amerikai Egyesült Államok)
- Provincia – rendező: Kárpáti György Mór (Színház- és Filmművészeti Egyetem,  Magyarország)
- Skunk – rendező: Annie Silverstein (The University of Texas at Austin,  Amerikai Egyesült Államok)
- Soom – rendező: Gvon Hjondzso (Kwon Hyun-ju) (Chung-Ang University,  Dél-Korea)
- Stone Cars – rendező: Reinaldo Marcus Green (Tisch School of the Arts at New York University,  Amerikai Egyesült Államok)
- The Aftermath of the Inauguration of the Public Toilet at Kilometer 375 – rendező: Omar El Zohairy (Higher Institute of Cinema, Academy of Arts,  Egyiptom)
- The Bigger Picture – rendező: Daisy Jacobs (National Film and Television School,  Egyesült Királyság)
- The Visit – rendező: Inbar Horesh (Minshar for Art, School and Center,  Izrael)
- Une vie radieuse – rendező: Meryll Hardt (Le Fresnoy,  Franciaország)

## Párhuzamos rendezvények

### Kritikusok Hete

#### Nagyjátékfilmek
- Gente de bien – rendező: Franco Lolli
- Hope – rendező: Boris Lojkine
- It Follows – rendező: David Robert Mitchell
- Når dyrene drømmer [17] – rendező: Jonas Alexander Arnby
- Più buio di mezzanotte (Az éjfélnél sötétebb nem lehet) – rendező: Sebastiano Riso
- Plemja [18] – rendező: Miroszlav Szlabospickij
- Self Made – rendező: Shira Geffen

#### Rövidfilmek
- A Ciambra – rendező: Jonas Carpignano
- Boa noite Cinderela – rendező: Carlos Conceição
- The Chicken – rendező: Una Gunjak
- La Contre-allée – rendező: Cécile Ducrocq
- Crocodile – rendező: Gaëlle Denis
- Les fleuves m'ont laissée descendre où je voulais – rendező: Laurie Lassalle
- Petit frère – rendező: Rémi St-Michel
- Safari – rendező: Gerardo Herrero
- TrueLoveStory – rendező: Gitanjali Rao
- Une chambre bleue – rendező: Tomasz Siwiński

#### Külön előadások
- Faire l'amour [19] – rendező: Djinn Carrénard
- Hippocrate (Hippokratész) [20] – rendező: Thomas Lilti
- L'institutrice – rendező: Nadav Lapid
- Respire – rendező: Mélanie Laurent

### Rendezők Kéthete

#### Nagyjátékfilmek
- Alleluia – rendező: Fabrice Du Welz
- At Li Layla [21] – rendező: Asaf Korman
- Bande de filles (Csajok) – rendező: Céline Sciamma
- Catch Me Daddy – rendező: Daniel Wolfe
- Cold in July (Rideg világ) – rendező: Jim Mickle
- GETT le procès de Viviane Amsalem – rendező: Ronit és Shlomi Elkabetz
- Kagujahime no monogatari – rendező: Takahata Iszao
- Kkeut kka jI gan da – rendező: Kim Szonghon (Kim Seong-hun)
- Les combattants (A küzdők) – rendező: Thomas Cailley
- Mange tes morts (Tagadd meg az őseid!) – rendező: Jean-Charles Hue
- National Gallery – rendező: Frederick Wiseman
- Pride (Büszkeség és bányászélet) – rendező: Matthew Warchus
- Queen and Country (A királynőért és a hazáért) – rendező: John Boorman
- Refugiado – rendező: Diego Lerman
- These Final Hours – rendező: Zak Hilditch
- Tu dors Nicole – rendező: Stéphane Lafleur
- Whiplash – rendező: Damien Chazelle

#### Rövidfilmek
- 8 Balles – rendező: Frank Ternier
- A Caça Revoluções – rendező: Margarida Rego
- Cambodia 2099 – rendező: Davy Chou
- En août – rendező: Jenna Hasse
- Fragmenty – rendező: Aga Woszczyńska
- Guy Moquet – rendező: Demis Herenger
- Jutra – rendező: Marie-Josée Saint-Pierre
- Man on the Chair – rendező: Dahee Jeong
- Sem Coração – rendező: Nara Normande és Tião
- Torn – rendező: Elmar Imanov és Engin Kundag
- Trece şi prin perete – rendező: Radu Jude

#### Külön előadások
- P'tit Quinquin – rendező: Bruno Dumont
- The Texas Chain Saw Massacre (A texasi láncfűrészes mészárlás) – rendező: Tobe Hooper

## Díjak

### Nagyjátékfilmek
- Arany Pálma: Kis uykusu (Téli álom) – rendező: Nuri Bilge Ceylan
- Nagydíj: Le meraviglie (Csodák) – rendező: Alice Rohrwacher
- A zsűri díja (megosztva):
  - Adieu au langage (Búcsú a nyelvtől) – rendező: Jean-Luc Godard
  - Mommy – rendező: Xavier Dolan
- Legjobb rendezés díja: Foxcatcher – rendező: Bennett Miller
- Legjobb női alakítás díja: Julianne Moore – Maps to the Stars (Térkép a csillagokhoz)
- Legjobb férfi alakítás díja: Timothy Spall – Mr. Turner
- Legjobb forgatókönyv díja: Leviafan (Leviatán) – forgatókönyvíró: Oleg Negin és Andrej Zvjagincev

### Un Certain Regard
- Un Certain Regard-díj: Fehér isten – rendező: Mundruczó Kornél
- A zsűri díja: Turist (Lavina) – rendező: Ruben Östlund
- Un Certain Regard különdíja: The Salt of the Earth (A Föld sója) – rendező: Juliano Ribeiro Salgado és Wim Wenders
- Együttesdíj: Party Girl – rendező: Marie Amachoukeli-Barsacq, Claire Burger és Samuel Theis
- A legjobb színész díja: David Gulpilil – Charlie's Country

### Rövidfilmek
- Arany Pálma (rövidfilm): Leidi – rendező: Simon Mesa Soto
- A zsűri külön dicsérete (rövidfilm) (megosztva):
  - Aïssa – rendező: Clément Tréhin-Lalanne
  - Ja vi elsker (Jaj, de szeretjük) – rendező: Hallvar Witzø

### Cinéfondation
- A Cinéfondation első díja: Skunk – rendező: Annie Silverstein
- A Cinéfondation második díja: Oh Lucy! – rendező: Hirajanagi Acuko
- A Cinéfondation harmadik díja (megosztva):
  - Lievito Madre – rendező: Fulvio Risuleo
  - The Bigger Picture – rendező: Daisy Jacobs

### Arany Kamera
- Arany Kamera: Party Girl [22] – rendező: Marie Amachoukeli-Barsacq, Claire Burger és Samuel Theis

### Egyéb díjak
- FIPRESCI-díj:
  - Kis uykusu (Téli álom) – rendező: Nuri Bilge Ceylan
  - Jauja [22] – rendező: Lisandro Alonso
  - Les combattants (A küzdők) [23] – rendező: Thomas Cailley
- Technikai nagydíj: Dick Pope operatőr – Mr. Turner – „William Turner képeinek megvilágításáért”
  - a zsűri dicsérete: Emile Ghigo díszlettervező – The Search
- Cannes-i Filmzene díj: Howard Shore zeneszerző – Maps to the Stars Térkép a csillagokhoz
- Ökumenikus zsűri díja: Timbuktu – rendező: Abderrahmane Sissako
- Ökumenikus zsűri külön dicsérete:
  - The Salt of the Earth (A Föld sója – rendező: Juliano Ribeiro Salgado és Wim Wenders
  - Hermosa juventud – rendező: Jaime Rosales
- Ökumenikus zsűri különdíja: Deux jours, une nuit (Két nap, egy éjszaka) – rendező: Jean-Pierre és Luc Dardenne
- François Chalais-díj: Timbuktu – rendező: Abderrahmane Sissako
- François Chalais-díj, külön dicséret: The Salt of the Earth (A Föld sója) – rendező: Juliano Ribeiro Salgado és Wim Wenders
- Queer Pálma: Pride (Büszkeség és bányászélet)[23] – rendező: Matthew Warchus
- Chopard Trófea: Adèle Exarchopoulos, Logan Lerman

## Hírességek
Mathieu Amalric, Antonio Banderas, Bérénice Bejo, Monica Bellucci, Helmut Berger, Gael García Bernal, Richard Berry, Juliette Binoche, Carole Bouquet, Adrien Brody, Patrick Bruel, Daniel Brühl, Guillaume Canet, Éric Cantona, Steve Carell, Laetitia Casta, Jessica Chastain, Christian Clavier, Cheryl Cole, Sofia Coppola, Marion Cotillard, John Cusack, Csang Ce-ji (Zhang Ziyi), Csang Ji-mou (Zhang Yimou), Willem Dafoe, Catherine Deneuve, Cansu Dere, Jean Dujardin, André Dussollier, Adèle Exarchopoulos, Jane Fonda, Harrison Ford, Catherine Frot, Mel Gibson, Ryan Gosling, Eva Green, Adrian Grenier, Tommy Lee Jones, Valerie Kaprisky, Nicole Kidman, Frank Langella, Gong Li, Blake Lively, Eva Longoria, Sophia Loren, Kellan Lutz, Sophie Marceau, Gilles Marchand, Tonie Marshall, Chiara Mastroianni, James McAvoy, Mads Mikkelsen, Jeffrey Dean Morgan, Chloë Grace Moretz, Julianne Moore, Viggo Mortensen, Mundruczó Kornél, Palvin Barbara, Robert Pattinson, Guy Pearce, Vincent Pérez, Michel Piccoli, Freida Pinto, Parker Posey, Aisvarja Rai, Natacha Regnier, Ryan Reynolds, Tim Roth, Zoë Saldana, Walter Salles, Arnold Schwarzenegger, Léa Seydoux, Wesley Snipes, Agnès Soral, Timothy Spall, Sylvester Stallone, Jason Statham, Kristen Stewart, Sharon Stone, Hilary Swank, Szőcs Petra, Channing Tatum, Audrey Tautou, Uma Thurman, John Travolta, Gaspard Ulliel, Paul Verhoeven, Mia Wasikowska, Naomi Watts, Lambert Wilson, Rebecca Zlotowski, Elsa Zylberstein